# Église des Servites de Marie

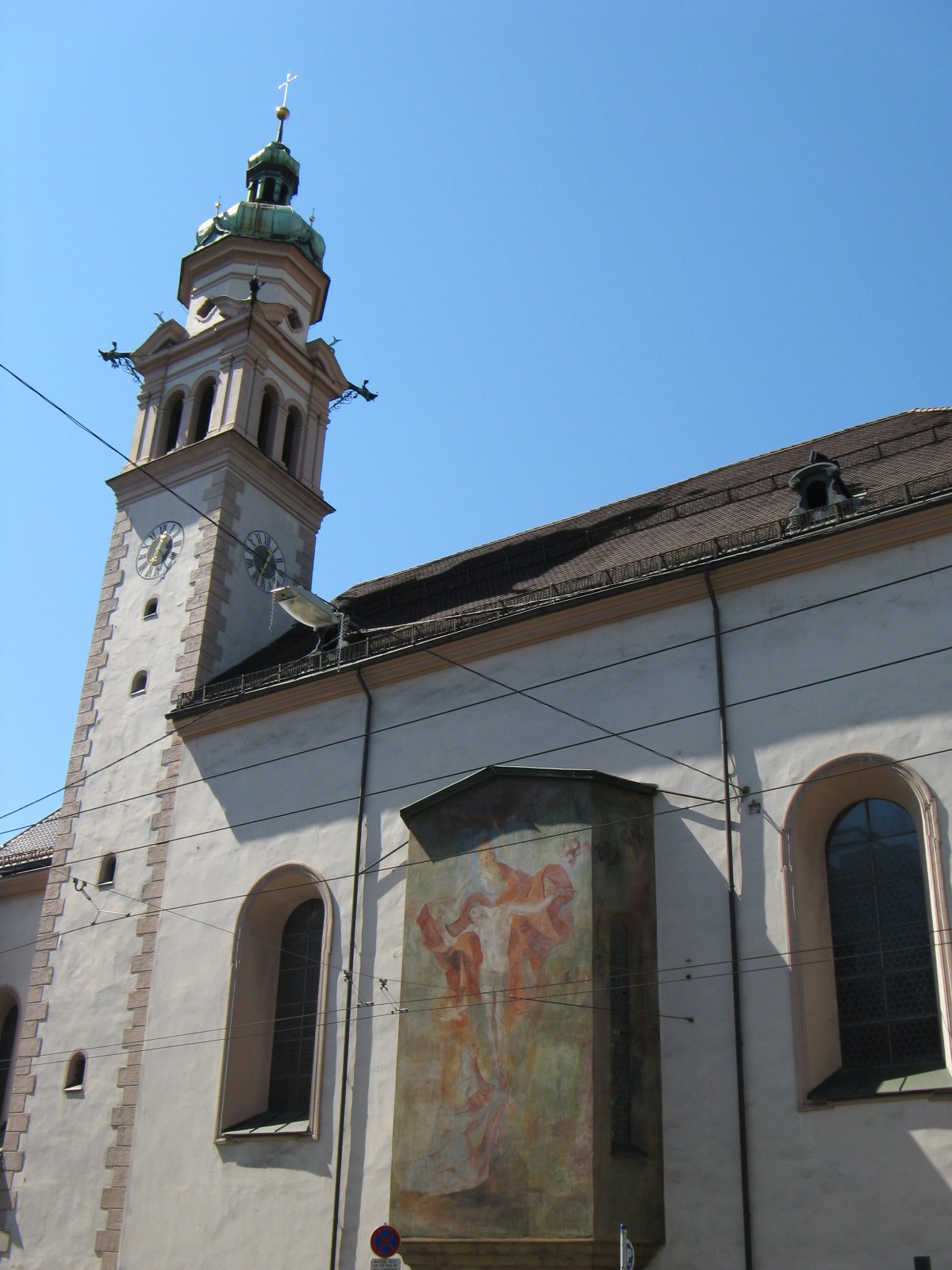
Servitenkirche

L'église des Servites-de-Marie et son cloître de l'Ordre des Servites de Marie est située dans la Maria-Theresien-Straße à Innsbruck.

## Histoire
L'église est construite entre 1613 et 1616, fondée par Anne-Catherine de Mantoue qui entre en religion, dans l'Ordre des Servites de Marie. Elle est enterrée, comme sa fille Marie d'Autriche (1584-1649) dans cette église.

## Description
L'église est un bâtiment parallèle à la rue, avec un chœur baroque et une chapelle, les travées sont recouvertes d'une voûte soutenue par des pilastres en marbre. Le monument aux morts et les fresques ont été réalisées par l'artiste Hans Andre entre 1947 et 1953.

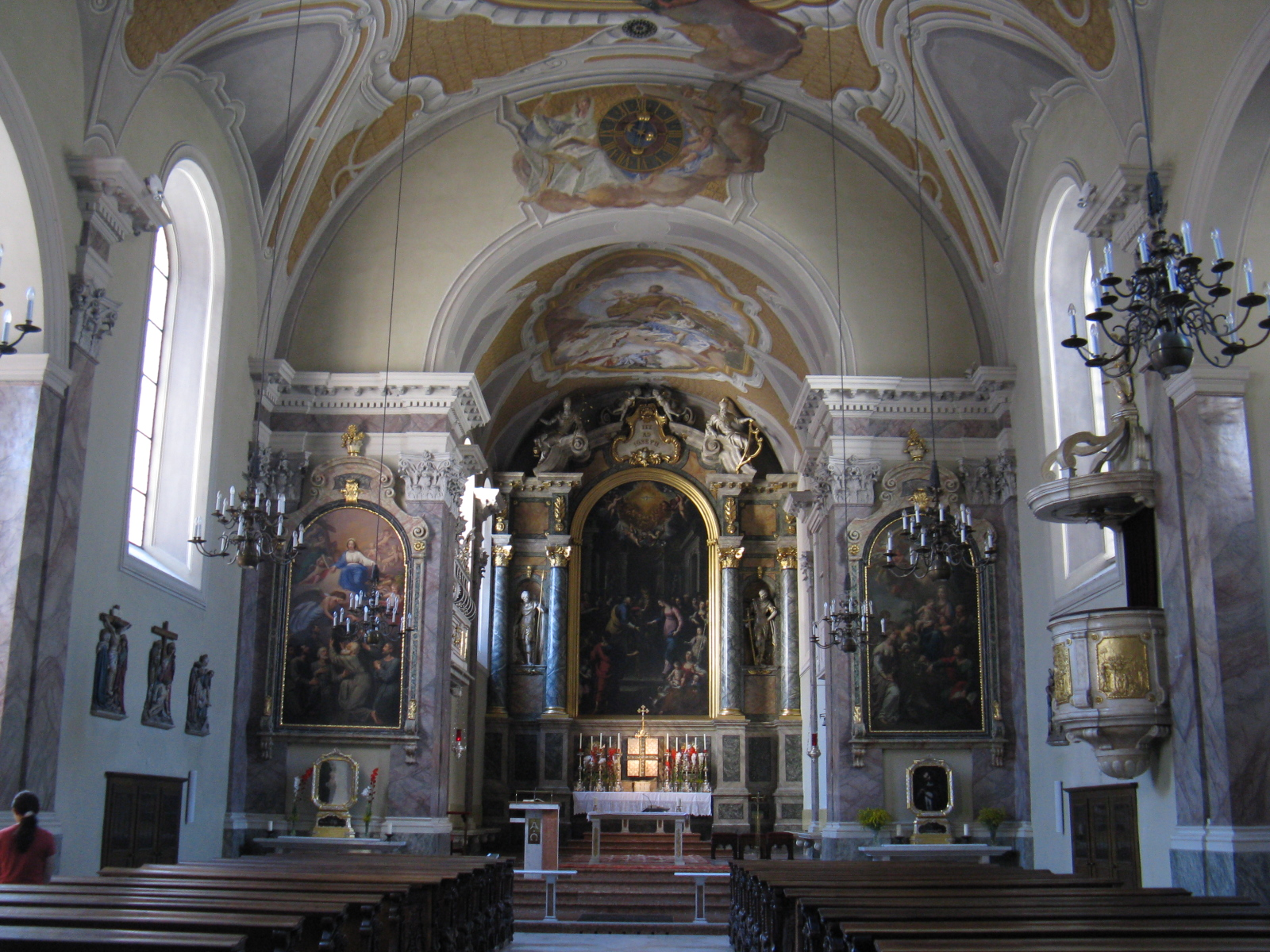
Nef
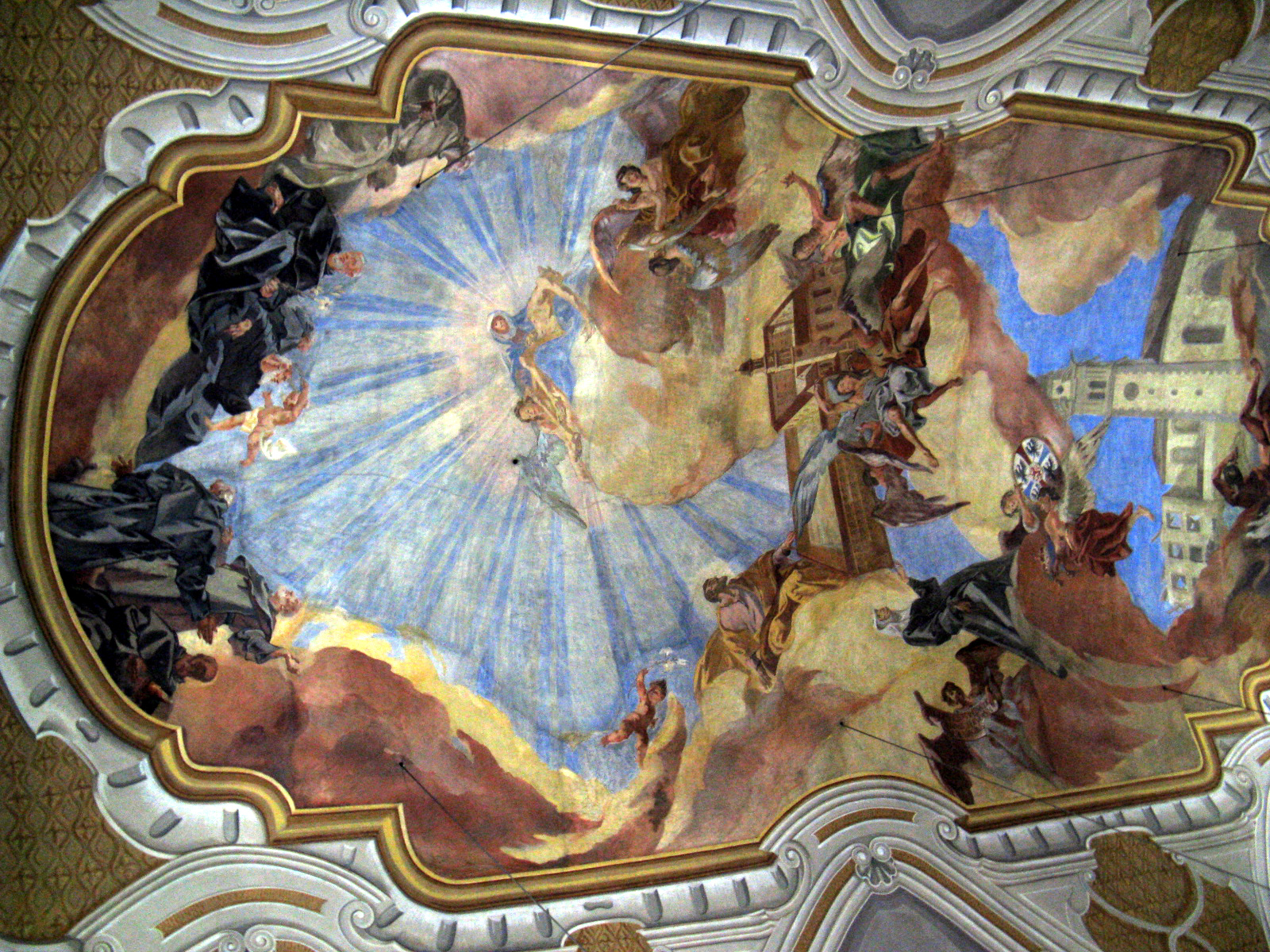
fresque
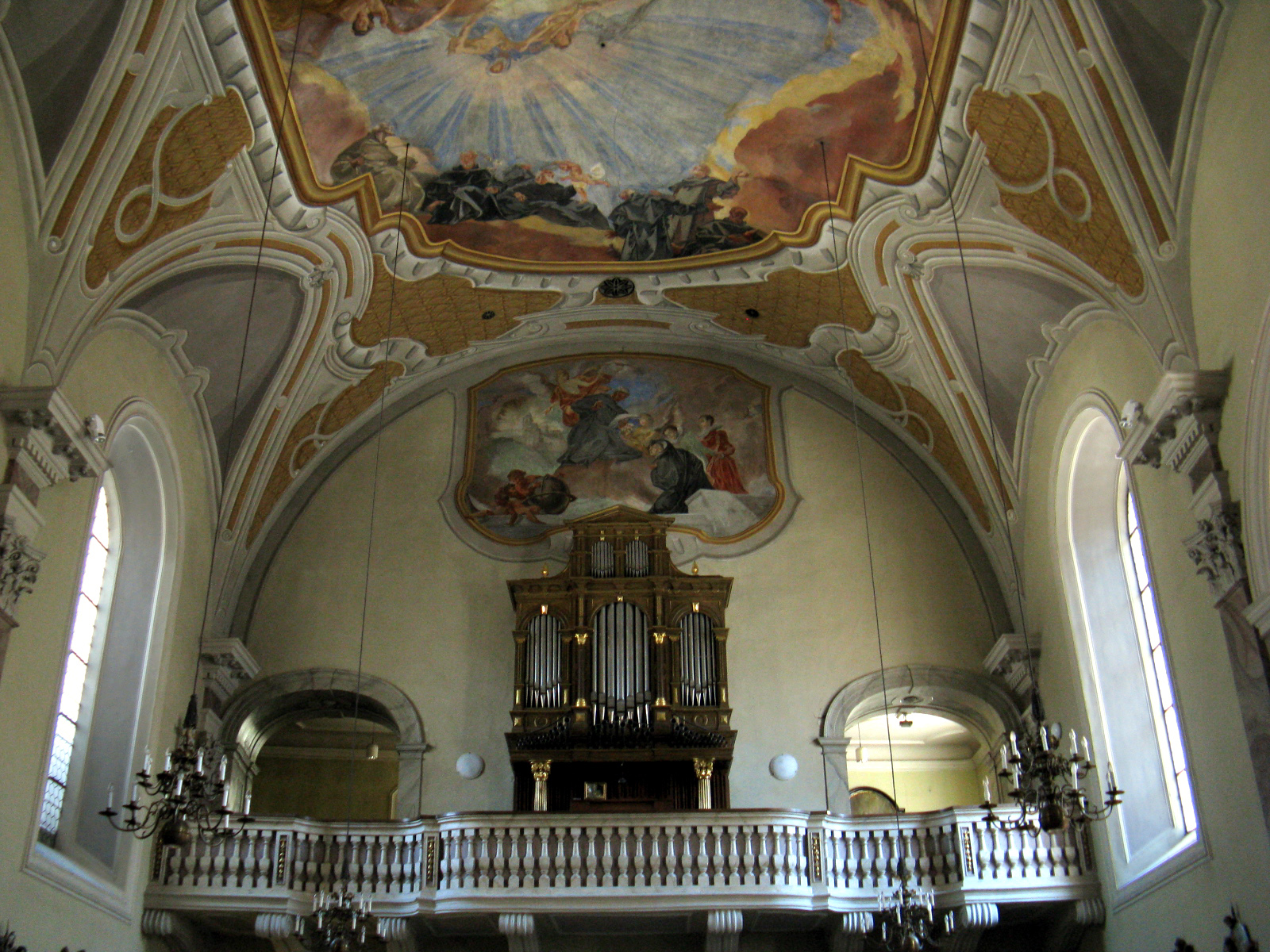
Orgue